# برج اداره
برج اداره که به برج علی عزیز خان نیز معروف است یک بنای تاریخی مربوط به دوره افشار - دوره زند است و در شهرستان مروست، دهستان هرابرجان، روستای هرابرجان واقع شده و این اثر در تاریخ ۲۲ آبان ۱۳۸۶ با شمارهٔ ثبت ۱۹۹۲۰ به‌عنوان یکی از آثار ملی ایران به ثبت رسیده‌است.

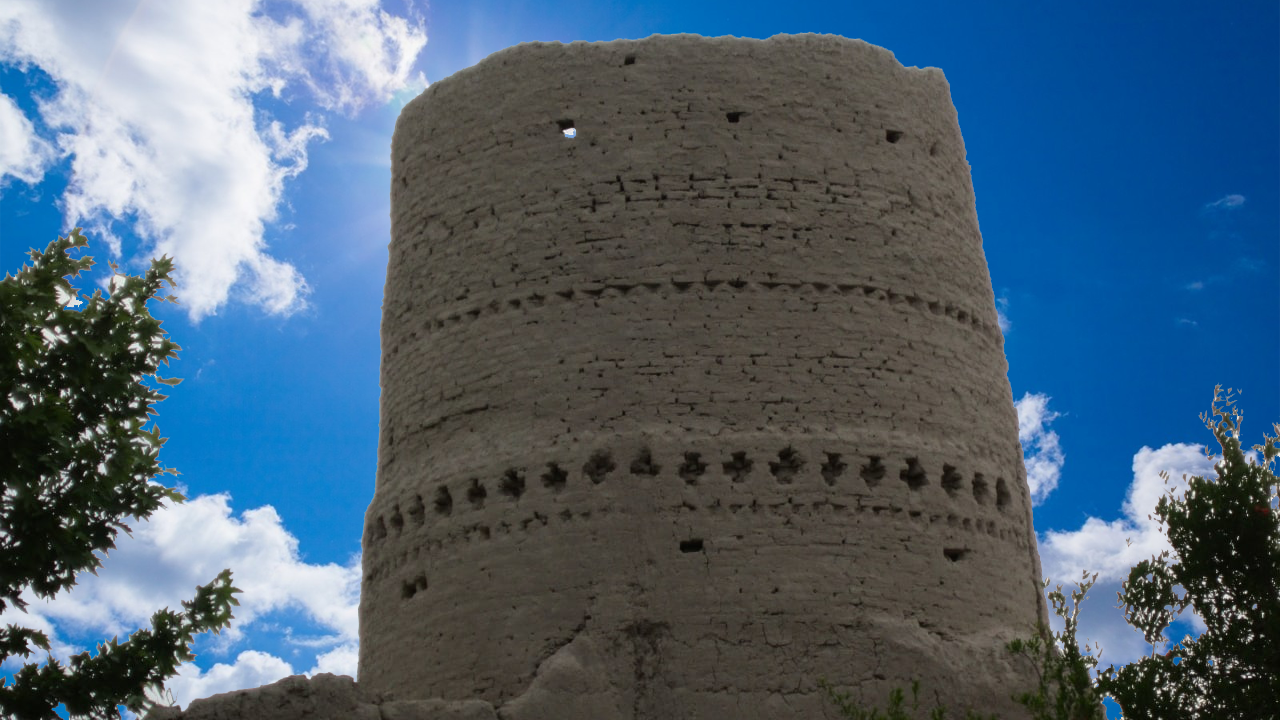
برج اداره هرابرجان معروف به برج علی عزیزخان

این برج به برج علی عزیزخان نیز معروف است. عزیزخان فرزند مرادخان از خوانین مناطق ییلاقی فارس بوده و خودش دارای دو پسر به نام علی و حسن بوده است که پس از وی مجموعه‌ای که اکنون به نام برج اداره شناخته می‌شود به علی به ارث می‌رسد و به همین علت به این برج، برج علی عزیز خان نیز گفته می‌شود.

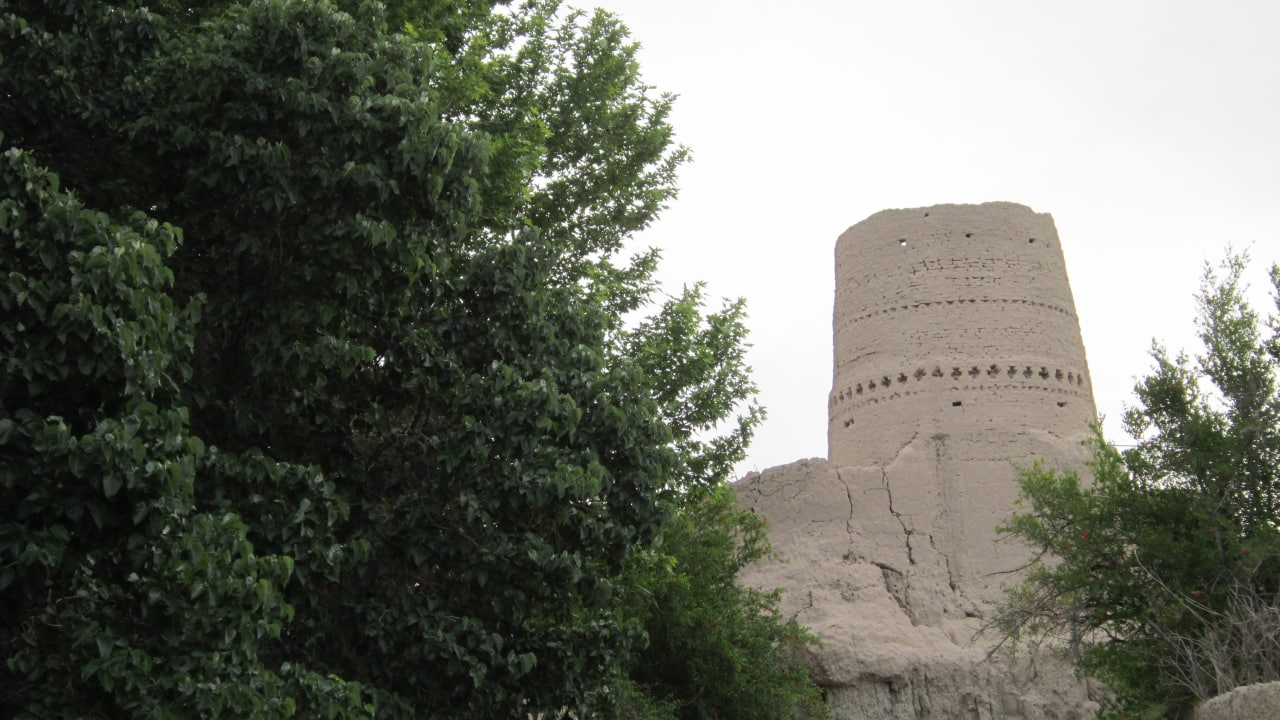
برج اداره هرابرجان معروف به برج علی عزیز خان